# Thymus doerfleri
Thymus doerfleri là một loài thực vật có hoa trong họ Hoa môi. Loài này được Ronniger miêu tả khoa học đầu tiên năm 1924.

## Hình ảnh

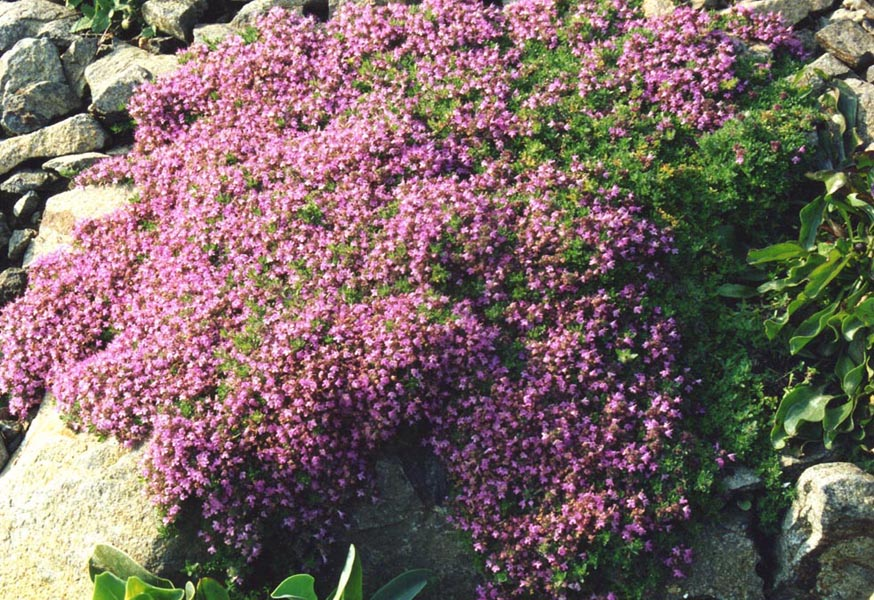
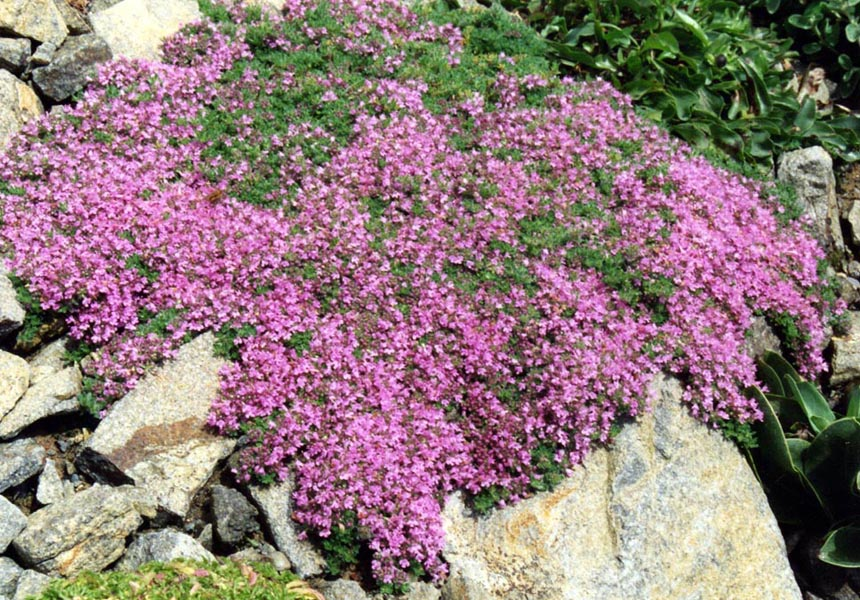
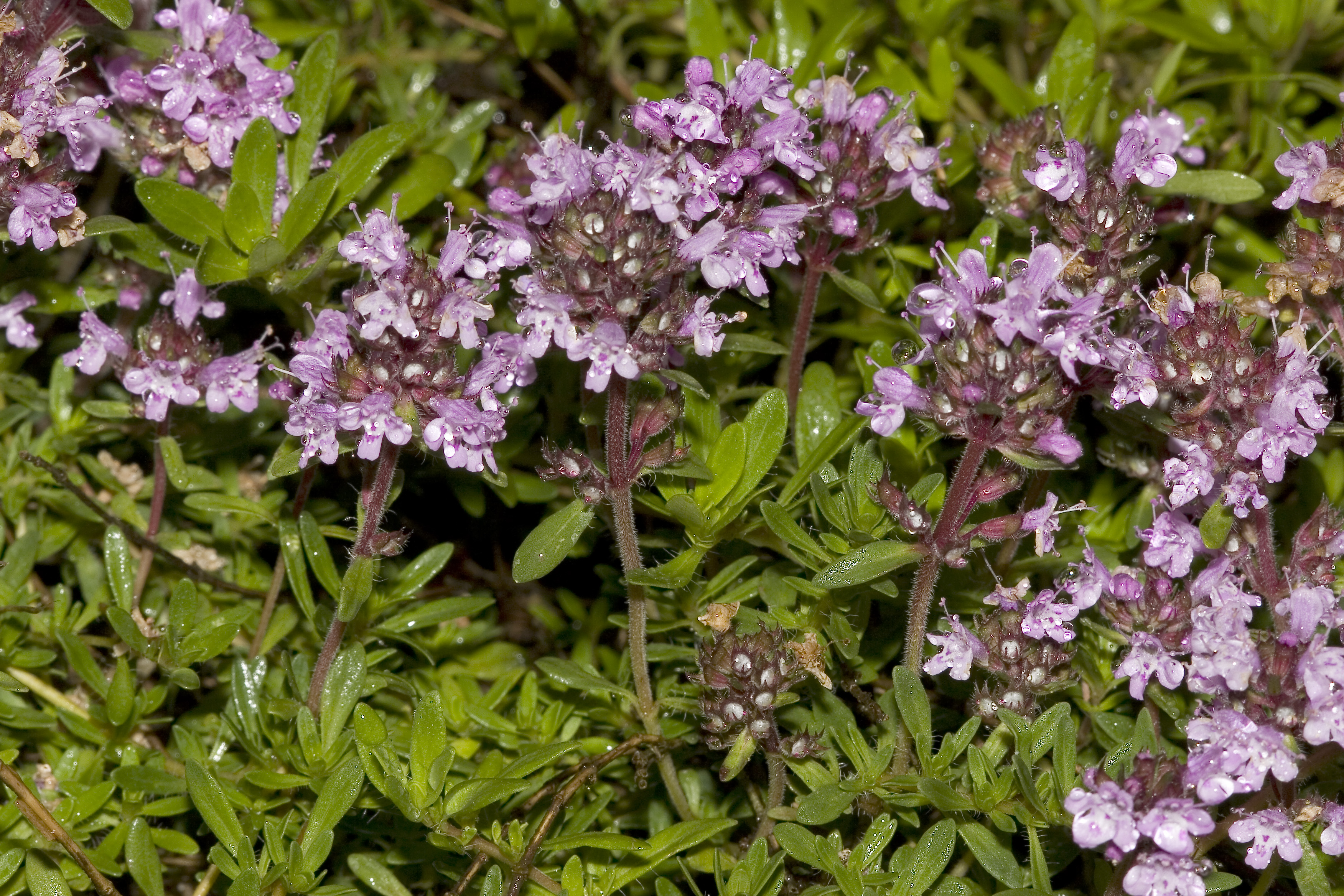